# ISO 3166-2:VC
کد ISO 3166-2:VC بخشی از استاندارد ایزو ۳۱۶۶ برای کشور سنت وینسنت و گرنادین‌ها است که توسط سازمان بین‌المللی استانداردسازی ISO تنظیم شده‌است این سازمان، کدهای استاندارد را برای تقسیمات کشوری (ایالت‌ها یا استان‌های) کشورهای فهرست شده در استاندارد ایزو ۳۱۶۶-۱ تعریف می‌کند.
هر کد شامل دو بخش می‌گردد که توسط علامت - جدا می‌گردند.
- بخش نخست VC که در ایزو ۳۱۶۶-۱ آلفا-۲ کد کشور سنت وینسنت و گرنادین‌ها است.
- بخش دوم شامل یک یا دو یا سه حرف است که بیان‌کننده استان یا ایالت کشور سنت وینسنت و گرنادین‌ها می‌باشد.

## کدها
| کدها  | بخش                                                       |
| ----- | --------------------------------------------------------- |
| VC-01 | شارلوت پریش، سنت وینسنت و گرنادین‌ها                       |
| VC-06 | Saint Vincent and the Grenadines#Administrative divisions |
| VC-02 | Saint Vincent and the Grenadines#Administrative divisions |
| VC-03 | Saint Vincent and the Grenadines#Administrative divisions |
| VC-04 | Saint Vincent and the Grenadines#Administrative divisions |
| VC-05 | سنت پاتریک پریش، سنت وینسنت و گرنادین‌ها                   |